# Rue du Général-Battesti
La rue du Général-Battesti est une voie de la commune de Reims, située au sein du département de la Marne, en région Grand Est.

## Situation et accès
Elle relie la rue de Neufchâtel à la rue de Brimontel, elle fait partie du quartier Quartier Laon Zola - Neufchâtel - Orgeval à Reims.

## Origine du nom
Elle honore le général Jules Augustin Williams Léon Battesti tué lors de la défense de Reims en 1914.

## Historique
Ancienne « rue de l'État-major » elle prend son nom actuel en 1921.

## Bâtiments remarquables et lieux de mémoire
- La Maison d'arrêt de Reims,
- La cité Brimontel.